# Aphytis manii
Aphytis manii är en stekelart som beskrevs av Hayat 1998. Aphytis manii ingår i släktet Aphytis och familjen växtlussteklar. Inga underarter finns listade i Catalogue of Life.